# Gottschalk von Wickede († 1527)
Gottschalk von Wickede († 28. Februar 1527) war ein deutscher Ratsherr der Hansestadt Lübeck.

## Leben
Gottschalk von Wickede stammte aus dem Lübecker Patriziergeschlecht Wickede. Er war Sohn des Lübecker Bürgermeisters Hermann von Wickede II. Er wurde 1508 Mitglied der patrizischen Zirkelgesellschaft und 1522 in den Lübecker Rat erwählt. Die Angabe bei Fehling, er habe das Haus in der St.-Annen-Straße 13 der Lübecker Altstadt bewohnt, auf dessen Grundstück 1879 die Lübecker Synagoge errichtet wurde, ist falsch; diese Angabe gehört zu Gottschalk von Wickede († 1558). Er war Eigentümer von Ackerhof und Gut Rondeshagen und starb unverheiratet.